# Hong Chul
Hong Chul (* 17. September 1990 in Hwaseong) ist ein südkoreanischer Fußballspieler.

## Karriere

### Klub
In der Jugend durchlief er bis zur U18 die Mannschaften des Seongnam FC und wechselte dann Anfang 2009 in die Universitätsmannschaft der Dankook University. Anfang 2010 kehrte er dann zurück zu Seongnam, wo er danach noch einmal bis Anfang 2013 verblieb, mit seinem Team gewann er dann auch in der Saison 2010 die Champions League und wurde in der Saison 2010/11 Pokalsieger. Als Nächstes wechselte er zu den Suwon Samsung Bluewings, hier gewann er mit seiner Mannschaft noch zwei Mal den Pokal. Im Dezember ging es daraufhin per Leihe zu Sangju Sangmu. Nach dem Ende der Leihe im September 2018 verblieb er noch bis Sommer 2020 bei seinem Klub und verließ ihn danach in Richtung Ulsan Hyundai, mit welcher noch einmal 2020 die Champions League gewann. Seit Anfang Januar 2022 ist er Teil des Kaders des Daegu FC.

### Nationalmannschaft
Sein erstes bekanntes Spiel für die südkoreanische Nationalmannschaft absolvierte er am 9. Februar 2011 bei einem 0:0-Freundschaftsspiel gegen die Türkei. Weiter ging es für ihn unter anderem mit Einsätzen in der Qualifikation für die Weltmeisterschaft 2014. Auch bei der Ostasienmeisterschaft 2015 hatte er zwei Einsätze und gewann mit seiner Mannschaft am Ende den Titel. Nach dem Turnier ging es direkt weiter mit der Qualifikation zur Weltmeisterschaft 2018, für die er sich mit der Mannschaft qualifizierte und er auch selbst bei der Endrunde zwei Einsätze erhielt. Auch bei der Asienmeisterschaft 2019 war er Teil des Kaders und erreicht hier mit seiner Mannschaft das Viertelfinale. Zuletzt kam er in mehreren Spielen der Qualifikation für die Weltmeisterschaft 2022 zum Einsatz.